# Gare de Thann-Centre
La gare de Thann-Centre est une halte ferroviaire française de la ligne de Lutterbach à Kruth située sur le territoire de la commune de Thann dans le département du Haut-Rhin, en région Grand Est.
Mise en service en 2010, c'est une halte de la Société nationale des chemins de fer français (SNCF) desservie par des trains TER Grand Est et du Tram-train Mulhouse-Vallée de la Thur.

## Situation ferroviaire
Établie à 340 m d'altitude, la halte de Thann-Centre est située au point kilométrique (PK) 14,843 de la ligne de Lutterbach à Kruth, entre les gares de Thann et de Thann-Saint-Jacques.

## Histoire
C'est dans le cadre du projet de Tram-train Mulhouse-Vallée de la Thur, initié en 2004, qu'il est envisagé d'ouvrir un autre arrêt ferroviaire sur la commune de Thann. Thann-Centre est inaugurée le 27 novembre 2010.
Comme les autres gares et arrêts, cette ouverture est financée dans le cadre du programme régional d'aménagement des gares (PAG) de la région Alsace. L'aménagement multimodal comprend notamment : un abri à vélo fermé, une dépose minute, un parking éclairé pour 29 véhicules, un arrêt pour les cars et bus et un environnement paysager de l'ensemble. Les travaux, d'un coût total de 276 711 euros ont été cofinancés par la région, la commune et la Communauté de communes du Pays de Thann. L'arrêt a également bénéficié d'un aménagement spécifique au service du tram-train comprenant notamment le mobilier de quai.
Après une première circulation d'essais le 3 juin 2010, La mise en service du tram-train a été effective à partir du 12 décembre 2010, date de sa mise en exploitation commerciale.

## Fréquentation
De 2015 à 2024, selon les estimations de la SNCF, la fréquentation annuelle de la gare s'élève aux nombres indiqués dans le tableau ci-dessous.
| Année     | 2015   | 2016   | 2017   | 2018   | 2019   | 2020   | 2021   | 2022   | 2023   | 2024   |
| --------- | ------ | ------ | ------ | ------ | ------ | ------ | ------ | ------ | ------ | ------ |
| Voyageurs | 25 570 | 24 094 | 27 435 | 32 137 | 44 953 | 34 474 | 34 360 | 44 853 | 60 669 | 74 166 |

## Service des voyageurs

### Accueil
Halte SNCF, c'est un point d'arrêt non géré (PANG) à entrée libre. Elle est équipée d'automates pour l'achat de titres de transport.

### Desserte
Thann-Centre est desservie par des trains TER Grand Est et le Tram-train Mulhouse-Vallée de la Thur.

### Intermodalité
Un parc pour les vélos est aménagé.